# Křoví
Křoví (in tedesco Krzowy) è un comune ceco situato nel distretto di Žďár nad Sázavou, nella regione di Vysočina.